# Miklavič
Miklavič je 5066. najbolj pogost priimek v Sloveniji, ki ga je po podatkih Statističnega urada Republike Slovenije na dan 1. januarja 2020 uporabljalo 85 oseb.

## Znani nosilci priimka
- Jože Miklavič, zborovski? pevec baritonist
- Klemen Miklavič (*1975), politik, župan
- Štefko Miklavič (*1971), profesor matematike (UP)
- Milan Miklavič, nogometni trener